# Jamie Murray
Jamie Robert Murray (n. 13 februarie 1986) este un jucător de tenis profesionist britanic din Scoția, specializat în dublu. El este de șapte ori câștigător la Grand Slam la dublu, campion al Cupei Davis și fost numărul 1 mondial la dublu. Murray este fratele mai mare al jucătorului Andy Murray.